# Litozem
Litozem (index LI) je jedna z ochrických půd zahrnutá v Morfologickém klasifikačním systému půd ČSSR. Je to značně mladá půda zasahující do hloubky plus minus 10 cm. Diagnostickým horizontem je A horizont, který většinou přímo nasedá na mateční horninu. Na území České republiky se rozlišuje pouze jeden subtyp. Výrazné je však rozdělení na variety a to karbonátovu a silikátovou, určující pH půdy. V případě litozemí se mohou vymezovat formy moderová a mórová.